# Санкт-Радегунд
Санкт-Радегунд (нім. Sankt Radegund) — муніципалітет округу Браунау-ам-Інн в австрійській землі Верхня Австрія. Назва вшановує королеву франків святу Радегунду. Він розташований на західній околиці регіону Іннфіртель, де річка Зальцах утворює кордон з німецькою землею Баварія.

## Історія
Спочатку Санкт-Радегунд був частиною герцогства Баварія, разом з Іннфіртелем відійшли до Австрійського ерцгерцогства згідно з умовами Тешенського договору 1779 року. На короткий час знову став частиною Баварії під час наполеонівських війн, але з 1814 року він остаточно став частиною Верхньої Австрії. Після приєднання Австрії до Німецького Рейху 13 березня 1938 року місце належало до райхсгау Верхній Дунай. Після 1945 року повернулося до Верхньої Австрії.
На початку 1930-х років Йозеф Ратцінгер, який згодом став папою Бенедиктом XVI, здійснював недільні прогулянки зі своєю матір'ю до Санкт-Радегунда «та інших місцевостей на австрійському боці Зальцаху».
Село відоме як батьківщина блаженного Франца Єгерштеттера, фермера-католика, який відмовлявся від військової служби з переконань, за що був страчений у в'язниці Бранденбург-Герден у серпні 1943 року. 26 жовтня 2007 року папа Бенедикт XVI проголосив Єгерштеттера блаженним. Дружина Єгерштеттера, Франциска Ягерштеттер, продовжувала жити в Санкт-Радегунді до своєї смерті в березні 2013 року у віці 100 років

## Географія
Санкт-Радегунд розташований у регіоні Іннфіртель. Протяжність з півночі на південь 4,8 км, із заходу на схід 6,3 км. Загальна площа 17,9 км². 71,5 % площі вкрито лісом і 21,8 % площі використовується під сільське господарство. У Санкт-Радегунді лежить крайня західна точка Верхньої Австрії.